# Kukačka šupinková
Kukačka šupinková (Dasylophus cumingi) je druh kukačky, která se endemitně vyskytuje na filipínském ostrově Luzon a některých jeho menších přilehlých ostrovech.

## Systematika
Za taxonomickou autoritu druhu se považuje britský přírodovědec Louis Fraser, jenž kukačku popsal v roce 1839. Kukačka šupinková je jedním ze dvou zástupců rodu Dasylophus. Druhým je úzce příbuzná kukačka rudochocholatá (Dasylophus superciliosus), která se rovněž vyskytuje na skupině ostrovů Luzon. Druhové jméno cumingi je upomínkou britského sběratele Hugha Cuminga, který působil v tropické Americe, Polynésii a Východní Indii.

## Výskyt
Kukačka šupinková se vyskytuje na ostrově Luzon a menších okolních ostrovech Marinduque a Catanduane. Stanoviště druhu tvoří původní primární a starší sekundární lesy s popínavými rostlinami a liánami. Může se nicméně vyskytovat až do 2000 m n. m. Většinou obývá hlavně nižší lesní patra do cirka 12 metrů nad zemí.

## Popis

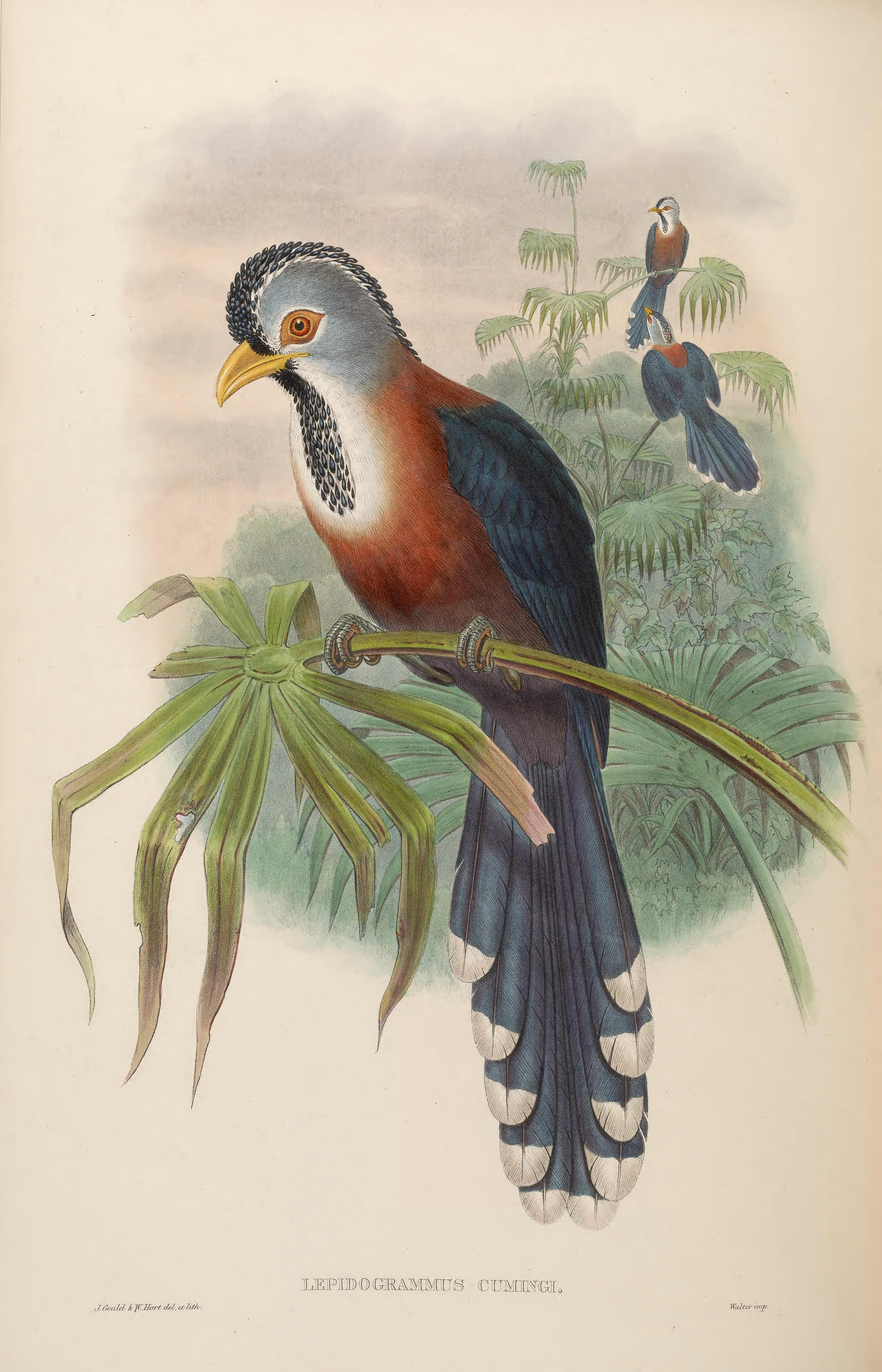
Ilustrace kukačky šupinkové (John Gould, 2. polovina 19. století)

Dorůstá délky 42 cm, z čehož 23−24 cm zabírá ocas. Hlava je na stranách šedá. Od šíje přes hlavu, mezi očima a dále přes hrdlo se táhne výrazný leskle černý pruh obklopený světlou rozpitou linkou. Výrazné řasy jsou černé. Horní strana hřbetu a oblast kolem ramen jsou skořicově hnědé, na hřbetu a níže se mění do tmavě leskle modrozelené. Svrchní strana křídel je fialovo-modročerná, spodní křídla jsou skořicově hnědá. Strany brady a hrdla jsou bílé, hruď skořicově hnědá, která níže na břichu a ocasu přechází do černohnědé. Tmavá ocasní pera mají různou délku, jejich konečky jsou bílé. Duhovky jsou červené. Kolem očí se nachází červená kůže, která díky chybějícímu opeření je dosti výrazná. Tato kůže je pokryta malými bradavicemi. Zobák je žlutohnědý, nohy šedavé.

## Biologie
Živí se hmyzem jako jsou velké housenky, stonožky a červi. Nepohrdne ani menšími druhy plazů. Jídelníček doplňuje rostlinným materiálem. Hlasově se projevuje mj. vysoce položeným výbušným „quizzzz-kid“ nebo „whizzzzz-kid“; toto volání trvá asi vteřinu.  Jedná se o chabého letce. Nejčastěji se vyskytuje samostatně nebo v menších hejnech. Hnízdí snad od března do května. Hnízdo má podobu neforemné platformy z větví, mechu a listí. Bývá umístěno v křoví nebo na stromě. Samice snáší 2 vejce.

## Ohrožení a početnost
Mezinárodní svaz ochrany přírody (IUCN) považuje kukačku šupinkovou za málo dotčený druh, nicméně populace klesá následkem úbytku přirozeného prostředí. Početnost druhu nebyl kvantifikována, avšak kukačka bývá popisována jako docela běžná.